# 고노우라정 (아키타현)
고노우라정(金浦町)은 아키타현 유리군 남서부에 위치했고, 동해에 접했던 정이다. 2005년 10월 1일 유리군 기사가타 정, 니카호 정과 합병해 니카호시가 되었다.

## 역사
- 헤이안 시대 데와국 오나미 향으로 성립하였다.
- 1876년 - 아카시 촌을 고노우라촌에 합병
- 1889년 - 고노우라촌이 성립하였다.
- 1902년 6월 4일 - 정으로 승격하였다.
- 1921년 5월 20일 - 히라사와정과 경계를 변경하였다.
  - 6월 15일 - 기사카타정과 경계를 변경하였다.
- 2005년 10월 1일 - 니카호정, 기사가타정과 합병해 니카호시가 되어 소멸했다.

## 교통

### 철도
- 동일본 여객철도 우에쓰 본선

### 도로
- 국도 7호선